# 六安站
六安站位于中华人民共和国安徽省六安市裕安区312国道南侧，于2004年启用、2018年完成扩建改造工程，为上海局集团管辖的客货运二等站。经过铁路有宁西铁路、合武铁路、阜六铁路等。

## 历史

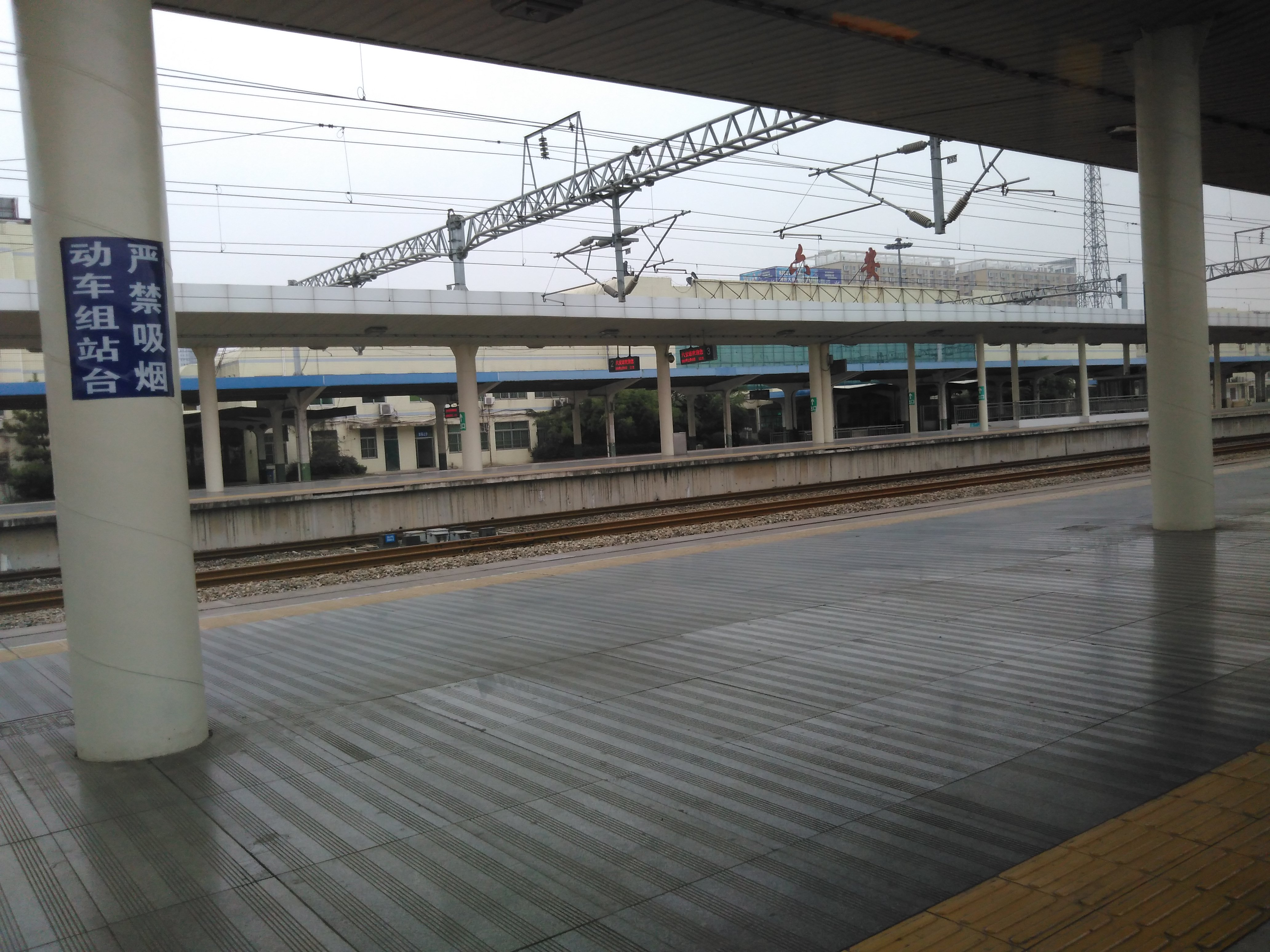
第一代站房

六安站在洪学智上将和有关部门的建议下，于2004年随宁西铁路开通而投入使用，建成时车站设5条到发线，3条货物线和3条专用线3条；站房面积4350平方米：其中售票厅面积46平方米，共有售票窗口6个；候车室1220平方米，设计容纳旅客800人；行包房237平方米。
2008年合武铁路建成，六安站成为两线交汇车站，并开始开行动车组列车。
2017年车站重建站房，同时加高了原先的1站台。新站房于2018年8月16日投入使用，而站改的全部工作于2018年12月全部完成。2019年车站进行站场改造，拆分普速和高铁的信号系统，2020年9月完工。

## 车站结构

### 站房
六安站现有站房面积2万平方米，为汉代建筑风格，站房最高集聚人数可达3000人。车站分上下两层，一层候车室通往1站台，二层候车室检票后经天桥通往2-7站台。

### 站场
六安站设高速场和普速场。1-7道为沪蓉高速场，有沪蓉线经过，设有3座站台，编号1-5；8-17道为普速场，有宁西铁路和阜六铁路经过，设有1座岛式站台，编号6-7。
| 侧式站台 |                                         |
| 1站台    | 沪汉蓉客专 列车往南京南站方向（合肥南） |
| 2站台    | 沪汉蓉客专 列车往南京南站方向（合肥南） |
| 岛式站台 |                                         |
| 3站台    | 沪汉蓉客专 列车往南京南站方向（合肥南） |
| 正线     | 沪汉蓉客专上行列车通过线                |
| 正线     | 沪汉蓉客专下行列车通过线                |
| 4站台    | 沪汉蓉客专 列车往成都东站方向（金寨）   |
| 岛式站台 |                                         |
| 5站台    | 沪汉蓉客专、宁西铁路、阜六铁路 列车     |
| 侧线     | 宁西铁路 列车                           |
| 侧线     | 宁西铁路 上行列车通过线                 |
| 侧线     | 宁西铁路 下行列车通过线                 |
| 侧线     | 宁西铁路 列车                           |
| 6站台    | 宁西铁路 列车                           |
| 岛式站台 |                                         |
| 7站台    | 宁西铁路 列车                           |
| 侧线     | 宁西铁路 列车                           |
| 侧线     | 宁西铁路 列车                           |
| 侧线     | 宁西铁路 列车                           |
| 侧线     | 宁西铁路 列车                           |

## 始发列车目的地
目前六安站始发的旅客列车终到站分布如下：
| 列车所属路局 | 目的地                                               |
| ------------ | ---------------------------------------------------- |
| 北京铁路局   | 北京南                                               |
| 上海铁路局   | 北京南、上海、上海虹桥、温州南、徐州东、合肥南、合肥 |